# Гришан, Алексей Семёнович
Алексей Семёнович Гришан (28 мая 1924, с. Черноярка, Кокчетавский уезд, Акмолинская губерния, Киргизская АССР, РСФСР, СССР — 16 июля 1991, Степногорск, Целиноградская область, Казахская ССР, СССР) — передовик производства, бригадир машинистов экскаваторов. Герой Социалистического Труда (1971).

## Биография
Родился 28 мая 1924 года в селе Черноярка Кокчетавского уезда Акмолинской губернии (ныне — село Каражар Бурабайского района Акмолинской области Казахстана).
В 1938 году начал свою трудовую деятельность в колхозе «Победа».
После начала Великой Отечественной войны стал курсантом 147-го кавалерийского полка. Воевал командиром сапёрного отделения в составе 12-го отдельного гвардейского сапёрного эскадрона 8-й гвардейской кавалерийской дивизии 6-го гвардейского кавалерийского корпуса 1-го и 2-го Украинских фронтов. Во время сражения был ранен. После войны возвратился в Казахстан.
С 1946 года работал на нефтескладе Макинской техбазы треста Каззолото в Целиноградской области. С 1948 года по 1954 год работал на Ясиноватском машиностроительном заводе в Донецкой области. В 1955 году по комсомольской путёвке отправился в Казахстан осваивать целинные земли. Работал бригадиром тракторно-полеводческой бригады в колхозе «Изобильный» Селетинского района Целиноградской области.
В 1959 году поступил на работу на рудоуправление № 2 Целинного горно-химического комбината в городе Степногорск. Работал бульдозеристом, помощником машиниста, экскаваторщиком, бригадиром машинистов экскаваторов и бригадиром по капитальному ремонту комбината. В 1968 году вступил в КПСС. За многолетний самоотверженный труд был удостоен в 1971 году звания Герой Социалистического Труда.
В 1974 году вышел на пенсию. Скончался в 1991 году в Степногорске и был похоронен на местном городском кладбище.

## Награды
- Герой Социалистического Труда — указом Президиума Верховного Совета СССР от 26 апреля 1971 года
- Орден Ленина (1971)
- Медаль «За отвагу» — дважды (1944, 1945)
- Орден Отечественной войны II степени (1985)